# Tartaruga-das-galápagos-de-pinta
A tartaruga-das-galápagos-de-Pinta (Chelonoidis nigra abingdoni) é uma subespécie de tartaruga terrestre endêmica da ilha de Pinta, nas ilhas Galápagos, que provavelmente está extinta. O último indivíduo conhecido foi um macho denominado "Lonesome George" ("George Solitário", em português) que morreu no dia 24 de junho de 2012. Em seus últimos anos, foi considerado a criatura mais rara do mundo, e é tido como um forte símbolo para os esforços de conservação ambiental nas Galápagos e internacionalmente.